# Kovácsszénája
Kovácsszénája là một thị trấn thuộc hạt Baranya, Hungary. Thị trấn này có diện tích 7,83 km², dân số năm 2010 là 56 người, mật độ 7 người/km².